# Presles-en-Brie
Presles-en-Brie là một xã ở tỉnh Seine-et-Marne, thuộc vùng Île-de-France ở miền bắc nước Pháp.

## Dân số
Người dân ở đây được gọi là les Preslois.
Dân số năm 2005 là 1.976 người (1.680 người vào thời điểm 1999).

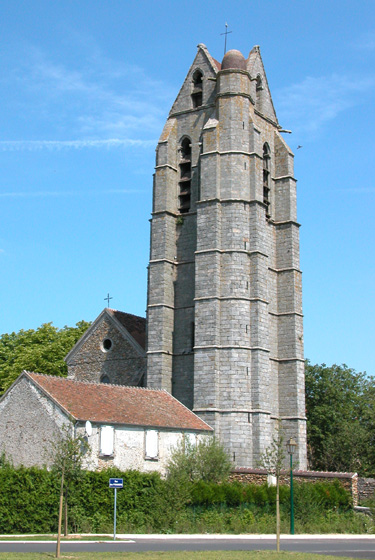
Church of Presles

## Thành phố kết nghĩa
Wavendon, Anh.